# Rattos Locos Records
Rattos Locos Records war ein deutsches Hip-Hop-Independentlabel aus Hamburg im Vertrieb von Groove Attack. Es standen Nate57, Boz und Telly Tellz unter Vertrag.

## Geschichte
Das Label wurde 2008 von Oswald Achampong (Pseudonym: Blacky White) auf Hamburg-St. Pauli  gegründet. Zunächst sollten dort die Releases seines jüngeren Bruders Nate57 erscheinen. Der Labelname verweist auf die spanischen Wurzeln des Gründers: das deutsche Wort „Ratten“ wurde um den spanischen Plural-Suffix „-os“ erweitert. Dazu gesellt sich das männliche Adjektiv „loco“, spanisch für verrückt. Nach Nate57 wurden Boz, Reeperbahn Kareem und Telly Tellz unter Vertrag genommen. Allen Rappern ist gemein, das sie aus dem gleichen Stadtteil kommen. Ebenso handelt es sich bei allen drei Künstlern um Migranten. Dies macht einen gewichtigen Teil der Texte aller vier Künstler aus. Hinzu kommt die Seefahrer- und Piratenromantik, die sie mit ihrem Kiez verbinden. 2014 verließ Reeperbahn Kareem und 2015 dessen älterer Bruder Boz das Label.
Am 28. Juli 2017 wurde über Facebook bekanntgegeben, dass das Label geschlossen wird. Die aktuell unter Vertrag stehenden Rapper Nate57 und Telly Tellz werden allerdings weiterhin musikalisch aktiv bleiben.

## Diskografie

### Alben
| Jahr | Titel Interpret            | Höchstplatzierung, Gesamtwochen, AuszeichnungChartplatzierungen (Jahr, Titel, Interpret, Platzierungen, Wochen, Auszeichnungen, Anmerkungen) | Höchstplatzierung, Gesamtwochen, AuszeichnungChartplatzierungen (Jahr, Titel, Interpret, Platzierungen, Wochen, Auszeichnungen, Anmerkungen) | Höchstplatzierung, Gesamtwochen, AuszeichnungChartplatzierungen (Jahr, Titel, Interpret, Platzierungen, Wochen, Auszeichnungen, Anmerkungen) | Anmerkungen                              |
| Jahr | Titel Interpret            | DE | AT | CH | Anmerkungen                              |
| ---- | -------------------------- | --- | --- | --- | ---------------------------------------- |
| 2010 | Stress aufm Kiez Nate57    | DE37 (1 Wo.)DE | — | — | Erstveröffentlichung: 25. Juni 2010      |
| 2010 | Mischlingskind Telly Tellz | — | — | — | Erstveröffentlichung: 12. November 2010  |
| 2011 | Auf der Jagd Nate57        | DE10 (2 Wo.)DE | — | CH43 (1 Wo.)CH | Erstveröffentlichung: 12. August 2011    |
| 2012 | Kopfkrieg Boz              | DE60 (1 Wo.)DE | — | — | Erstveröffentlichung: 6. April 2012      |
| 2013 | Land in Sicht Nate57       | DE11 (2 Wo.)DE | AT62 (1 Wo.)AT | CH19 (2 Wo.)CH | Erstveröffentlichung: 20. September 2013 |
| 2014 | #JezAllesAus Telly Tellz   | — | — | — | Erstveröffentlichung: 31. Oktober 2014   |

### Reine Download-Veröffentlichungen
- 2008: Nate57: Willkommen auf St. Pauli
- 2009: Nate57 & Telly Tellz: Verrückte Ratten
- 2009: Kareem: Am Rande der Gesellschaft
- 2010: Boz: Farben
- 2011: Reeperbahn Kareem: Musik Therapie
- 2014: Reeperbahn Kareem: Von der Wiege bis ins Grab (EP, exklusiv über HipHop.de)[2]